# Alan Gordon (auteur-compositeur)
Pour les articles homonymes, voir Alan Gordon.
Alan Gordon (22 avril 1944, Natick – 22 novembre 2008, Scottsdale) est un auteur-compositeur et batteur américain. Il a notamment écrit, seul ou avec Garry Bonner, des chansons pour les Turtles (Happy Together, no 1 aux États-Unis), Petula Clark et Barbra Streisand.
Dans les années 1960, il fonde avec Garry Bonner un éphémère groupe de garage rock The Magicians, dont le single An Invitation to Cry (1965) a été repris en 1972 dans la compilation Nuggets: Original Artyfacts from the First Psychedelic Era, 1965-1968.